# Pauline Gower

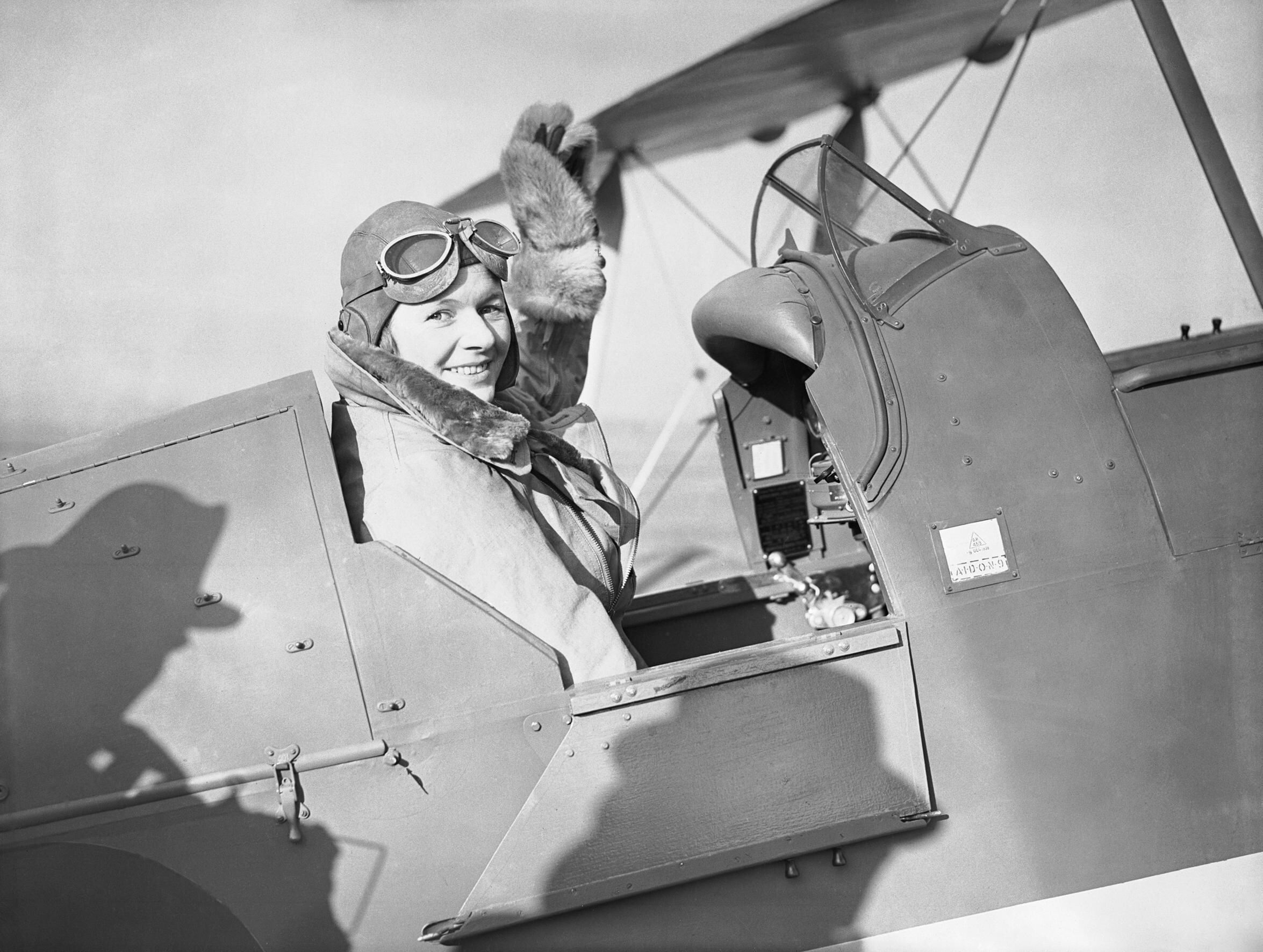
Pauline Gower, Comandante della Sezione Femminile di Air Transport Auxiliary

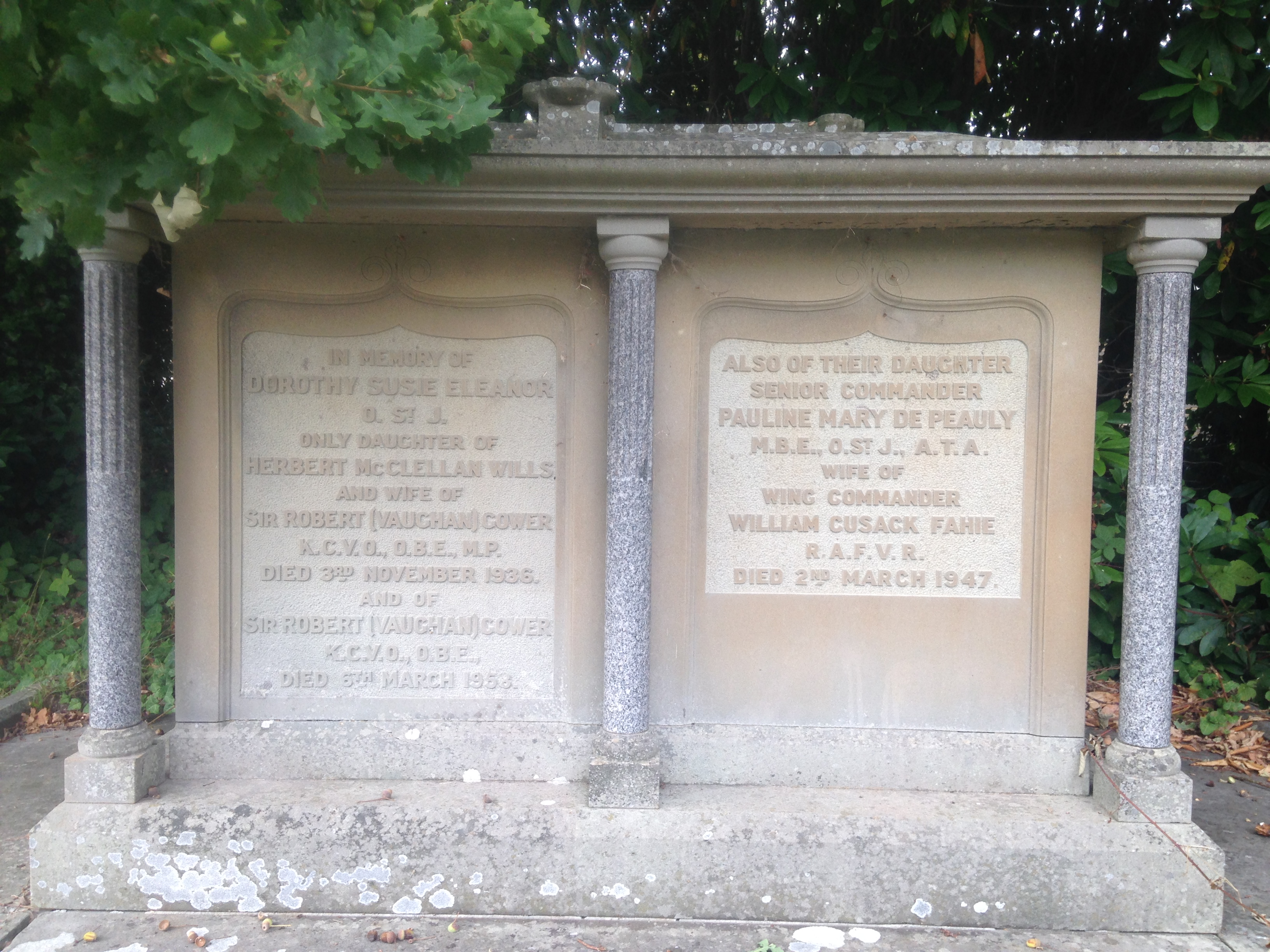
Monumento commemorativo della famiglia di Pauline Gower. Cimitero e crematorio di Tunbridge Wells Kent e Sussex

Pauline Mary de Peauly Gower Fahie Senior Commander, MBE, OStJ, (Royal Tunbridge Wells, 22 luglio 1910 – Royal Tunbridge Wells, 2 marzo 1947) è stata un'aviatrice e scrittrice britannica che fondò la sezione femminile di Air Transport Auxiliary (ATA) durante la seconda guerra mondiale.

## Biografia
Nacque da Dorothy Susie Eleanor Wills (1882-1936) e da Sir Robert Gower (1880-1953), avvocato, politico del Partito Conservatore e membro del Parlamento britannico. Crebbe a Sandown Court, Tunbridge Wells, con la sorella maggiore Dorothy Vaughan.
Fu educata alla Beechwood Sacred Heart School, gestita da Madre Ashton-Case, cugina di sua madre. Si dimostrò studentessa brillante ched eccelleva nella musica e nello sport. A diciassette anni si ammalò gravemente e dovette sottoporsi a una mastoidectomia che minò la sua salute, in particolar modo i polmoni, per il resto della sua vita. Lasciata la scuola a 18 anni, decise di intraprendere una professione che le permettesse di guadagnarsi da vivere.
Nel 1945 sposò il Wing Commander William Cusack "Bill" Fahie (Dublino 1918 - Sud Africa 1972). Morì di parto all'età di 37 anni, dando alla luce due gemelli, Paul and Michael, che sopravvissero.

## Aviatrice
Volò per la prima volta con Alan Cobham e fu affascinata dal volo. Ottenne la licenza di pilota  (n. 9442 dal Royal Aero Club) a 20 anni, il 4 settembre 1930 alla scuola di volo Phillips and Powis presso  l'aerodromo di Woodley, Reading, pilotando un De Havilland DH.60 Moth.
Incontrò Dorothy Spicer al London Aeroplane Club allo Stag Lane Aerodrome e divennero amiche. Nell'agosto 1931 fondarono un servizio di aero-taxi e di voli turistici nel Kent, utilizzato da 33.000 passeggeri, totalizzando più di 2.000 ore di volo. Pauline ottenne la licenza per il trasporto passeggeri per conto terzi e ottenne una licenza di pilota "B" dopo aver completato i requisiti del test che includevano un volo notturno da solista e più di cento ore di volo durante il giorno. Dorothy era qualificata come ingegnere di terra e ottenne una licenza di pilota "A" (privata). Noleggiarono un aereo e in seguito acquistarono un Gypsy Moth per la loro attività, ma faticarono a guadagnarsi da vivere. Nel 1932 decisero di unirsi al circo aereo della Crimson Fleet e in seguito al concorso aereo dei British Hospitals, dando spettacoli aerei in 200 città per sostenere gli ospedali britannici.
Fu membro della Women's Engineering Society. Nel 1936 fu la prima donna a ricevere una licenza di navigatore di seconda classe dal Ministero dell'Aeronautica inglese. Nello stesso anno, Pauline e Dorothy presentarono all'assemblea generale annuale della Women's Engineering Society un documento tecnico, per gli ingegneri aeronautici, sul trattamento dei metalli. Nel 1938 scrisse un articolo sulla formazione di ghiaccio sul velivolo in volo.
Nel 1938 fu nominata commissario della difesa civile nella Civil Air Guard.
Nel 1943 divenne la prima donna a essere nominata nel consiglio di amministrazione di una compagnia aerea statale quando entrò nella British Overseas Airways Corporation.

## Fondazione di Air Transport Auxiliary (ATA)
Allo scoppio della seconda guerra mondiale, propose la costituzione di una sezione femminile di ATA, responsabile del trasporto di aerei militari dalla fabbrica o dal centro di riparazione all'unità di stoccaggio o all'unità operativa. A gennaio 1940 la fondò, con sede a Hatfield, con le prime otto donne: Winifred Crossley Fair, Margaret Cunnison, Margaret Fairweather (figlia di Lord Runciman, visconte di Doxford), Mona Friedlander (atleta internazionale di hockey su ghiaccio), Joan Hughes, Gabrielle Patterson, Rosemary Rees (ballerina di danza classica) e Marion Wilberforce. Divenne responsabile della selezione e dell'addestramento di nuove aviatrici e tra le sue reclute vi furono Amy Johnson e l'ex sciatrice olimpica Lois Butler. Venne nominata Senior Commander. Nel 1943 ottenne la parità di trattamento economico per le sue aviatrici, che prima ricevevano l'80% del compenso dei piloti maschi. Le aviatrici pilotarono "Anything to Anywhere", compresi Tiger Moth, Hurricane, Wellington e Spitfire.

## Scrittrice
Nel 1934 pubblicò una raccolta di poesie Piffling Poems for Pilots.
Women with wings è il libro sulla sua esperienza di imprenditrice con Dorothy Spicer, che scrisse il prologo e l'epilogo, mentre la loro amica Amy Johnson scrisse l'introduzione. Fu pubblicato nel 1938; una copia scansionata è disponibile nel sito web solentaviatrix - Dedicated to Women Pilots of the Solent.
Scrisse per Girl's Own Paper e Chatterbox. Conobbe W.E. Johns, il cui personaggio Worrals era basato su se stessa e su Amy Johnson.

## Riconoscimenti
Fu nominata membro dell'Impero britannico (MBE) e OStJ per i suoi servizi all'aviazione britannica.
Nel 1941, Ethel Léontine Gabain creò un suo ritratto, come parte di una serie commissionata dal War Artists Advisory Committee, che oggi è conservato presso l'Imperial War Museum.
Nel 1950, ricevette postumo il premio Harmon Trophy.